# جفرسون (آلاباما)
جفرسون (به انگلیسی: Jefferson) یک منطقهٔ مسکونی در ایالات متحده آمریکا است که در شهرستان مرنگو، آلاباما واقع شده‌است. جفرسون ۷۱٫۰۲ متر بالاتر از سطح دریا واقع شده‌است.